# تاريخ الفلبين

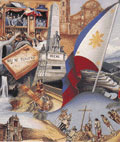

يعود تاريخ الفلبين إلى ما قبل الميلاد، فأقرب البقايا البشرية المعروفة في الفلبين تعود لإنسان تابون قبل المنغولي من بالاوان، حيث ترجع لحوالي 24000 سنة مضت وفقاً لدراسات الكربون المشع. النغريتو مجموعة أخرى من السكان ظهرت في وقت مبكر لكن ظهورها في الفلبين لم يؤرخ بشكل صحيح. تلاهم المتحدثون باللغات الملاوية البولينيزية، الذين بدأوا في الوصول حوالي 4000 قبل الميلاد، مستبدلين بدورهم المجموعة السابقة من السكان. بحلول 1000 قبل الميلاد، تطور سكان الأرخبيل وإلى أربع فئات اجتماعية: قبائل الصيد والجمع، المجتمعات المحاربة، طبقات الأغنياء البسيطة، والإمارات حول الموانئ البحرية.
بدأ الاستعمار عندما وصل المستكشف الأسباني ميغيل لوبيز دي ليجازبي من المكسيك في عام 1565 وأنشأ أولى المستوطنات الأوروبية في سيبو. ساهم الحكم الإسباني بشكل كبير في جلب الوحدة السياسية إلى الأرخبيل. من 1565-1821، كانت تدار الفلبين باعتبارها أراضي تابعة للتاج الإسباني ومن ثم أصبحت تدار مباشرة من مدريد بعد حرب الاستقلال المكسيكية. ربط جاليون مانيلا المدينة بأكابولكو برحلة أو اثنتين سنوياً ما بين القرنين 16 و19. قدمت هذه التجارة مواد غذائية مثل الذرة والبندورة والبطاطا والفلفل الحار الأناناس من الأمريكتين. كما قام المبشرون من الروم الكاثوليك بتحويل معظم سكان الأراضي المنخفضة إلى المسيحية، وتأسست المدارس، وجامعة، والمستشفيات. في حين قدم مرسوم أسباني التعليم العام المجاني في عام 1863، فإن الجهود في مجال التعليم العام الشامل أثمرت في المقام الأول خلال الفترة الأمريكية.
في بداية القرن التاسع عشر، فتحت الموانئ الفلبينية على التجارة العالمية كما ظهرت تحولات في المجتمع الفلبيني. أصبح العديدون من الأسبان المولوين في الفلبين (الكريول) إضافة إلى ذوي الأصول المختلطة (مستيزو) أغنياء. أدى تدفق المستوطنين اللاتين والإسبانية إلى عزل دور الكنيسة وفتح باب المناصب الحكومية التي كان يشغلها فقط الأسبان ممن ولدوا في شبه الجزيرة الايبيرية. كما بدأت تأثيرات أفكار الثورة الفرنسية تنتشر عبر الجزر. أدى استياء الكريول إلى تمرد في ثروة كافيت ال فييخو في عام 1872 والتي كانت مقدمة للثورة الفلبينية.
في عام 1965، تم انتخاب الرئيس فرديناند ماركوس وزوجته ايميلدا ماركوس إلى جانبه. أعلن الأحكام العرفية في البلاد عندما قربت نهاية فترة ولايته الثانية، ويمنعه الدستور من الترشح لثالثة، في يوم 21 أيلول/سبتمبر 1972. كانت حجته الانقسامات السياسية، وتوتر الحرب الباردة، وشبح التمرد الشيوعي والتمرد الإسلامي وحكم بموجب مرسوم. أعاق عودة الديمقراطية والإصلاحات الحكومية بعد أحداث عام 1986 الديون الوطنية، والفساد الحكومي، ومحاولات الانقلاب والتمرد الشيوعي المستمر، والانفصاليين المسلمين. تحسن الاقتصاد خلال إدارة فيديل راموس، الذي انتخب في عام 1992. مع ذلك، فقدت الفلبين الانتعاش الاقتصادي مع بداية الأزمة المالية في شرق آسيا في عام 1997. في عام 2001، وسط اتهامات بالفساد وتعثر عملية الإقالة، أقيل خليفة راموس جوزيف استرادا إخرسيتو من الرئاسة من قبل ثورة ايدسا 2001. الرئيس الحالي للفلبين هو بينينو اكينو الثالث.

## ما قبل التاريخ
أدى اكتشاف أدوات حجرية وأحفوريات بقايا ذبائح الحيوانات في ريزال، كالينغا، عام 2018 إلى إعادة تقدير وجود البشراناوية المبكر مجددًا، فقدّر العلماء وجودها منذ 709 آلاف سنة. وجدت بعض الدلائل الأثرية أن البشر عاشوا في الأرخبيل منذ 67 ألف سنة، فيشير «رجل كالاو» في كاغايان ونقوش أنغونو الحجرية إلى وجود المستوطنات البشرية قبل وصول شعوب النيغريتو والشعوب المتحدثة بالأسترونيزية. أدت عمليات التنقيب المستمرة في كهف كالاو إلى اكتشاف 12 عظمة يرجع أصلها إلى ثلاثة أفرادٍ من البشراناويات، وعُرف هذا النوع الجديد باسم إنسان كالاو. تُعد بقايا تابون أقدم اكتشافٍ يدل على وجود الإنسان الحديث، ويعود زمن وجودها إلى 47 ألف عام.
كان النيغريتو من أوائل المستوطنين، لكن ظهورهم في الفلبين ليس مؤرخًا على نحو موثوق. تلاهم متحدثو اللغات الملايو-بولينيزية، إحدى أفرع عائلة اللغات الأسترونيزية. وصل أوائل الأسترونيزيين إلى الفلبين في الفترة الواقعة بين عامي 3000 و2200 قبل الميلاد، واستقروا في جزر باتانيس ولوزون الشمالية. انطلاقًا من تلك المناطق، انتشر هؤلاء سريعًا إلى الجنوب نحو باقي جزر الفلبين وجنوب شرق آسيا، وأبحروا شرقًا ليصلوا جزر ماريانا الشمالية بحلول العام 1500 قبل الميلاد. استوعب الأسترونيزيون شعوب النيغريتو التي استوطنت ميلانيزيا وأستراليا، ما أدى إلى امتلاك المجموعات الإثنية الفلبينية الحديثة نسبًا متفاوتة من الخلط الوراثي بين مجموعتي الشعب الأسترونيزي وشعب النيغريتو. ربطت الدلائل الأثرية واللغوية والوراثية متحدثي الأسترونيزية في إقليم جنوب شرق آسيا البحري، قبل توسعهم خارج تايوان، بثقافات أخرى كثقافة الهمودو، وثقافة ليانغجو التي تلتها، وثقافة دابين كينغ التي ظهرت إبان العصر الحجري الحديث في الصين.
يمثّل نموذج «خارج تايوان» النظرية الأكثر قبولًا حول سكان الجزر، وهو النموذج الذي يتتبع التوسع الأسترونيزي إبان العصر الحجري الحديث إثر سلسلة من الهجرات البحرية التي انطلقت من تايوان، وانتشرت إلى باقي جزر منطقة المحيط الهندي الهادئ، ووصلت في نهاية المطاف إلى نيوزيلندا وجزيرة القيامة ومدغشقر. نشأ الأسترونيزيون من حضارات ما قبل الأسترونيزية في العصر الحجري الحديث، والتي امتهنت زراعة الأرز في دلتا نهر يانغتسي على الساحل الجنوبي الشرقي للصين، في الفترة التي سبقت غزو تلك المناطق على يد شعب الهان الصيني. تتألف تلك الحضارات من ثقافات ليانغجو وهمودو وماجيابانغ. تربط الحضارات السابقة متحدثي اللغات الأسترونيزية بسلالة لغوية ووراثية مشتركة، ويتألف الناطقون بهذه اللغات من الشعوب التايوانية الأصلية، والشعوب الأسترونيزية، والتشام، وميلانيزيّي الجزر، وسكان ميكرونيسيا، والبولينيزيين، والملغاشيين. يتشارك هؤلاء، بصرف النظر عن اللغة والمورثات، علامات ثقافية مشتركة، كالقوارب متعددة البدن وذات ذراع الإسناد، والوشم، وزراعة حقول الأرز، وتفحيم الأسنان، واليشم، والنقش، ومضع التنباك، وتبجيل الأموات، علاوة على تشابه الحيوانات والنباتات المستأنسة (كالكلاب والخنازير والدجاج واليام وقصب السكر وجوز الهند).
فحصت دراسة وراثية من عام 2021 أفرادًا يمثلون 115 مجتمعًا أصليًا، وعثرت على دليل يؤكد حدوث 5 موجات من الهجرة البشرية المبكرة. لاحظت الدراسة أن مجموعات النيغريتو، والمنقسمة بين تلك التي عاشت في لوزون وصولًا إلى المجموعات التي عاشت في مينداناو، ربما جاءت من هجرة واحدة ثم تباعدت لاحقًا، أو وفق هجرتين منفصلتين عن بعضهما. يُرجح حصول هذه الهجرات في فترة لا يزيد عمرها 46 ألف سنة. دخلت موجة أخرى من مهاجري النيغريتو جزيرة مينداناو في فترة لا يزيد عمرها عن 25 ألف سنة. كُشفت موجتا هجرة مبكرتين من شرق آسيا، إحداهما موثقة بقوة أجراها شعب مانوبو الذي عاش في البر الداخلي من جزيرة مينداناو، والأخرى أجراها شعب الباجاو والشعوب الأخرى المتصلة به، والتي تعيش في أرخبيل سولو وشبه جزيرة زامبوانجا وبالاوان.

## فترة ما قبل الاستعمار (900 ميلادي وحتى 1565)

### السجل التاريخي البدائي
خلال فترة حكم سلالة بالافا الهندية الجنوبية وإمبراطورية جوبتا الهندية الشمالية، انتشرت الثقافة الهندية إلى جنوب شرق آسيا والفلبين ما أدى إلى إنشاء ممالك هندية.
يعود تاريخ النقش الموجود في أقدم وثيقة فلبينية عُثر عليها حتى الآن، نقش لاغونا كوبربلايت، إلى عام 900 ميلادي. من تفاصيل الوثيقة المكتوبة بخط كاوي، يُبرأ حامل الدين، نامواران، مع ولديه ليدي أنغكاتان وبوكا من دينه من قِبل حاكم توندو. إنها أقدم وثيقة تظهر استخدام الرياضيات في المجتمعات الفلبينية قبل الاستعمار. يتجلى النظام المعياري للأوزان والمقاييس من خلال استخدام القياس الدقيق للذهب، ويظهر الإلمام بعلم الفلك البدائي من خلال تحديد اليوم الدقيق في الشهر في ما يتعلق بمراحل اكتمال أشكال القمر. من مختلف المصطلحات والعناوين السنسكريتية التي شوهدت في الوثيقة، كانت ثقافة ومجتمع مانيلا باي مزيجًا من الملاوية القديمة الهندوسية، على غرار ثقافات جافا وشبه الجزيرة الماليزية وسومطرة في ذلك الوقت.
لا توجد وثائق أخرى مهمة من هذه الفترة من المجتمع والثقافة الفلبينية ما قبل الإسبانية حتى العقيدة المسيحية من أواخر القرن السادس عشر التي كُتبت في بداية الفترة الإسبانية في كل من خط الباياين الأصلي والإسبانية. عُثر على غيرها من القطع الأثرية المكتوب عليها بخط الكيوي والباياين، مثل ختم العاج من بوتوان الذي يعود تاريخه إلى أوائل القرن الحادي عشر، ووعاء الكالتغان الذي يحتوي على نقش الباياين الذي يعود إلى القرن الثالث عشر.
في السنوات التي سبقت عام 1000، كان هناك بالفعل العديد من الجمعيات البحرية الموجودة في الجزر، ولكن لم تكن هناك دولة سياسية موحدة تشمل جميع جزر الفلبين. بدلًا من ذلك، انتشر في المنطقة العديد من البرنجيهات شبه المستقلة (المستوطنات التي تتراوح في الحجم من القرى إلى دول المدن) تحت سيادة الثالاسوقراطية المتضاربة التي يحكمها الداتوس (لقب للرؤساء والأمراء ذوي السياد)، أو الوانغ، أو الراجا، أو السلاطين، أو اللاكان؛ أو انتشرت المجتمعات الزراعية المرتفعة التي يحكمها «البلوتوقراطيون الصغار».